# Boryspilský rajón
Boryspilský rajón (ukrajinsky Бориспільський район, Boryspilskyj rajon) je okres (rajón) v Kyjevské oblasti na Ukrajině. Hlavním městem je Boryspil a rajón má 203 653 obyvatel.

## Geografie
Rajón se nachází na východě Kyjevské oblasti, kde na severu Hraničí s Brovarským rajónem, na západě s Kyjevem a Obuchivským rajónem a na jihu a východě hraničí s Čerkaskou Oblastí.

## Historie
Boryspilský rajón byl založen po administrativně-teritoriální reformě v červenci 2020 seskupením bývalých rajónů Baryšivského, Boryspilského, Chmelnyckoperejaslavského a Jahotynského. 

### Související Články
- Kyjevská oblast
- Boryspil
- Rajón